# کاووس سیدامامی
کاووس سیدامامی (زادهٔ ۳ دی ۱۳۳۲ – درگذشتهٔ ۱۹ بهمن ۱۳۹۶) فعال محیط زیست، جانباز جنگ ایران و عراق، و دکترای جامعه‌شناسی، عضو هیئت علمی دانشکده معارف اسلامی و علوم سیاسی دانشگاه امام صادق، استاد ارتباطات و مدیرعامل مؤسسه «حیات وحش میراث پارسیان» بود که در ۱۹ بهمن ۱۳۹۶ در زندان اوین درگذشت.

## زندگی
رامین سید امامی، فرزند کاووس سیدامامی در مورد زندگی پدرش می‌گوید کاووس سید امامی پس از دریافت کارشناسی ارشد در امور بین‌الملل از دانشگاه اوهایو به ایران بازمی‌گردد. در سال ۱۳۵۸ در دانشگاه جندی‌شاپور اهواز جامعه‌شناسی تدریس می‌کند. در بحبوحه اعتراضات  اوایل انقلاب، با جمعی از استادان و برای حفاظت از دانشجویان گروهی را تشکیل می‌دهد. با همسرش، مریم ممبینی، آشنا می‌شود و در خردادماه ۱۳۵۹ ازدواج می‌کند. فرزند نخستین‌اش، رامین، در شکم مادر است که ارتش عراق در شهریور ۱۳۵۹ به خاک ایران و شهر اهواز حمله می‌کند. کاووس سیدامامی داوطلب می‌شود و به جبهه آبادان می‌رود. همسر و فرزندش به بوشهر می‌روند. در اسفندماه روی پل خرمشهر ترکش می‌خورد و برای مداوا به تهران ارسال می‌شود. همسرش در تهران به او ملحق می‌شود. بلافاصله پس از مداوا به دانشگاه بازمی‌گردد.

## مرگ
از قول پسر وی، رامین سیدامامی، گفته شده‌ است پدرش ۴ بهمن ۱۳۹۶ دستگیر و جمعه ۱۹ بهمن ۱۳۹۶ خبر مرگ وی در زندان اوین را به او می‌دهند و مدعی خودکشی او در زندان می‌شوند.
مرگ وی مورد توجه رسانه‌های خارج از ایران و همچنین داخل ایران نیز قرار گرفت.
مدیر پروژه یوز آسیایی، هومن جوکار و مراد طاهباز، فعال محیط زیست و میراث فرهنگی و همین‌طور به نقل از کیهان لندن،نیلوفر بیانی، همسر جوکار، مشاور سابق محیط زیست سازمان ملل و برنامه‌ریز مؤسسه حیات وحش، از همکاران سیدامامی بودند که همزمان با او دستگیر شدند.
سیدامامی شهروندی دوتابعیتی (ایرانی - کانادایی) بود.
پیام درفشان، وکیل خانواده سیدامامی که در ۲۹ فروردین ۱۳۹۶ برای پیگیری پرونده کاووس سیدامامی به دادسرا مراجعه کرده بود، اعلام کرد در گزارش معاینه اولیه پزشکی قانونی «میزان کبودی‌ها در نقاط مختلف بدن، جای تزریق پوستی روی جسد و وضعیت جمود نعش که نشان می‌دهد فوت چه زمانی اتفاق افتاده‌است» مشهود بوده‌ است. وکیل سیدامامی گفت علت دقیق مرگ از سوی پزشکی قانونی اعلام نشده‌ است اما در گزارش به این شکل عنوان شده که «دور گردن، آثار کبودی ناشی از فشار جسم دیده می‌شود».

## واکنش‌ها

### واکنش‌های داخلی
عباس جعفری دولت‌آبادی، دادستان تهران، در حاشیه راهپیمایی ۲۲ بهمن به خبرگزاری کار ایران گفت: «این فرد یکی از همان متهمان (فعال محیط زیست) بوده و با توجه به اینکه می‌دانسته‌ است اعترافات زیادی هم علیه وی شده و هم خود اعترافاتی داشته متأسفانه در زندان دست به خودکشی زده‌ است.»
غلامحسین محسنی اژه‌ای، سخنگوی قوه قضائیه، در ۲۳ بهمن (۱۲ فوریه) ضمن تأیید خبر بازداشت شماری از فعالان محیط زیست در ایران گفت که این افراد «به اتهام دادن اطلاعات طبقه‌بندی‌شده از مراکز حساس به سرویس‌های اطلاعاتی بیگانه از جمله رژیم صیهونیستی و آمریکا» در روزهای گذشته دستگیر شده‌اند و برخی از آن‌ها در بازداشت هستند. محسنی اژه‌ای همچنین در پاسخ به پرسش خبرنگاران دربارهٔ خودکشی کاووس سیدامامی در زندان اوین گفت: «فرد مورد نظر شما جزو همان بازداشت‌شدگان بوده‌ است، اما اینکه برای چه کسانی و به چه میزانی اتهامشان اثبات می‌شود، باید تا پایان بررسی‌ها و دادگاه صبر کرد». او در مورد علت مرگ سیدامامی افزود: «من هم شنیده‌ام ایشان خودکشی کرده‌اند، اما هنوز از جزئیات آن اطلاع ندارم».
فاطمه ذوالقدر، از اعضای فراکسیون محیط زیست مجلس ایران، به نقل از معاون پارلمانی قوه قضائیه در ۲۵ بهمن (۱۴ فوریه) گفت که سید امامی با حکم دادستانی بازداشت شد: «وی پس از یکی از بازجویی‌ها خواستار موکول شدن ادامه بازجویی به روز بعد شد و پس از این که به اتاق خود بازگشت در سرویس بهداشتی اقدام به خودکشی کرد.»

### واکنش‌های بین‌المللی
سازمان عفو بین‌الملل، در ۲۳ بهمن یک روز پیش از خاکسپاری کاووس سید امامی در بیانیه‌ای خواستار تحویل جسد سید امامی برای تحقیقات و کالبدشکافی مستقل شد. این سازمان جلوگیری مقامات ایران از انجام تحقیقات مستقل در مورد مرگ «بسیار مشکوک» سیدامامی را نشانه‌ای از «تلاش عامدانه» برای پنهان‌ کردن شواهد شکنجه و قتل احتمالی خواند.
مگدلنا مغربی، معاون شمال آفریقا و خاورمیانه عفو بین‌الملل دربارهٔ گذاشتن پیش‌شرط برای برگزاری مراسم خاکسپاری بدون کالبد شکافی گفت: «این که بر بدن سیدامامی آثار جرم همچون علائم شکنجه وجود داشته باشد یا به سرنخ‌های دیگر در رابطه با دلایل مرگ وی اشاره کند مورد توجه جدی ماست.» مغربی از دولت کانادا و جامعه بین‌المللی خواست تا به مقامات ایران برای انجام تحقیقات مستقل در مورد شرایط پیرامون مرگ سید امامی مطابق با استانداردهای بین‌المللی حقوق بشر فشار وارد آورند تا به گفته او افراد مسئول در مرگ این جامعه‌شناس و روسای آن‌ها به دست عدالت سپرده شوند.
کریستیا فریلند، وزیر امور خارجه کانادا در بیانیه‌ای از وضعیت بازداشت و مرگ سید امامی به شدت ابراز نگرانی کرده و گفته‌ است که کانادا بارها دربارهٔ این پرونده نگرانی خود را ابراز کرده‌ است. در این بیانیه آمده: «یک کانادایی جان خود را از دست داده‌ است. ما انتظار داریم که دولت ایران اطلاعات و پاسخ‌های خود را دربارهٔ شرایط منتهی به این تراژدی در اختیار ما بگذارد.» فریلند تأکید کرده که از تمام ابزارهای در اختیار دولت کانادا برای کسب اطلاعات بیشتر استفاده خواهد کرد.

## تحصیلات
- دکترای جامعه‌شناسی از دانشگاه اُرِگن در آمریکا (۱۳۷۰)[۵][۷]
- فوق لیسانس جامعه‌شناسی از دانشگاه اُرِگن در آمریکا (۱۳۶۷)
- فوق لیسانس امور بین‌المللی از دانشگاه اوهایو در آمریکا (۱۳۵۵)
- لیسانس جامعه‌شناسی از دانشگاه اوهایو در آمریکا (۱۳۵۴)

## فعالیت‌ها
سیدامامی بیش از ۳۹ کتاب فارسی و انگلیسی پیرامون اخلاق، علوم سیاسی، محیط زیست، فرهنگ و ملیت و علوم اجتماعی تألیف و تدوین کرده و طرح‌های پژوهشی متعدد در زمینه آلودگی هوا، بحران‌های زیست‌محیطی، قومیت و هویت در دانشگاه و … انجام داده‌است.

## آثار
- روش‌های مصاحبه برای پژوهش‌های سیاسی، کاووس سیدامامی، ناشر: دانشگاه امام صادق
- انفاق و کمکهای بین‌المللی: رفتارهای حمایت‌گرایانه در سیاست خارجی جمهوری اسلامی ایران، کاووس سیدامامی (گردآورنده)، ناشر: دانشگاه امام صادق
- اخلاق و محیط زیست (رهیافتی اسلامی)، کاووس سیدامامی (به اهتمام)، ناشر: دانشگاه امام صادق
- پژوهش در علوم سیاسی: رویکردهای اثبات‌گرا، تفسیری و انتقادی، کاووس سیدامامی، ناشر: دانشگاه امام صادق
- عصر تبلیغات: استفاده و سوءاستفاده روزمره از اقناع، آنتونی پراتکانیس، الیوت آرنسون، کاووس سیدامامی (مترجم)، محمدصادق عباسی (مترجم)، ناشر: سروش
- اسلام در اروپا: سیاست‌های دین و امت (ترجمه)، تهران : انتشارات باز، ۱۳۸۰.
- دیدگاه‌هایی دربارهٔ دگرگونی اجتماعی (ترجمه)، مرکز نشر دانشگاهی، ۱۳۷۳.
- دانشنامه بین‌المللی ارتباطات (جلد اول)، به ویراستاری ولفگانگ دنزباخ، گروه مترجمان، تهران: انتشارات دانشگاه امام صادق، ۱۳۹۰.
- تحقیق در رسانه‌های جمعی، راجر ویمر، جوزف دومینیک، کاووس سیدامامی (مترجم)، ناشر: سروش
- آینده ارزش‌ها، گروه مؤلفان و مترجمان ناشر: دانشگاه امام صادق
- سیاست، دین و فرهنگ: مطالعه‌ای بین‌رشته‌ای، گروه مؤلفان، ناشر: دانشگاه امام صادق